# Juan Carlos Valenzuela
Juan Carlos Valenzuela Hernández (Guaymas, 15 mei 1984) is een Mexicaans voormalig voetballer die doorgaans speelde als centrale verdediger. Tussen 2003 en 2020 was hij actief voor Atlas Guadalajara, Estudiantes Tecos, Club América, opnieuw Atlas Guadalajara, Club Tijuana en Leones Negros. Valenzuela maakte in 2008 zijn debuut in het Mexicaans voetbalelftal, waarin hij uiteindelijk tot drieëntwintig optredens kwam.

## Clubcarrière
Valenzuela komt uit de jeugdopleiding van Atlas Guadalajara en debuteerde voor die club in 2003, tegen Estudiantes Tecos. Die club kocht hem vijf jaar later ook, maar hij speelde er maar één jaar. In 2009 werd hij namelijk overgenomen door Club América, waarmee hij in 2013 Mexicaans landskampioen werd. Op 3 januari maakte hij zijn debuut in het InterLiga-duel tegen Club Deportivo Guadalajara. In december 2015 kondigde Club Tijuana de komst van Valenzuela aan op huurbasis. Een jaar later nam Tijuana hem definitief over. Medio 2019 liet Valenzuela de club achter zich. Een halfjaar later tekende hij voor Leones Negros. Na een half seizoen daar besloot de speler een punt achter zijn actieve loopbaan te zetten.

## Interlandcarrière
Valenzuela debuteerde op 24 juli 2009 in het Mexicaans voetbalelftal. Op die dag werd er na strafschoppen met 3–5 gewonnen van Costa Rica. De centrale verdediger mocht van bondscoach Javier Aguirre in de basis beginnen en hij speelde het gehele duel mee. In zowel 2009 als 2013 speelde Valenzuela mee in de finale van de Gold Cup, het tweejaarlijkse interlandtoernooi van de CONCACAF. In de play-offs verzekerde hij zich in november 2013 zich in tweeluik met Nieuw-Zeeland van deelname aan het wereldkampioenschap voetbal 2014 in Brazilië. Zowel in het Aztekenstadion als in het Westpac Stadium speelde Valenzuela de gehele wedstrijd mee. Bondscoach Herrera nam Valenzuela niet op in de selectie voor het WK. Ruim een jaar na zijn laatste interland speelde Valenzuela op 31 mei 2015 weer voor Mexico in een oefeninterland tegen Guatemala (3–0 winst). Enkele dagen later maakte hij in een vriendschappelijk duel tegen Peru zijn eerste interlanddoelpunt.
| Interlands van Juan Carlos Valenzuela voor Mexico | Interlands van Juan Carlos Valenzuela voor Mexico | Interlands van Juan Carlos Valenzuela voor Mexico | Interlands van Juan Carlos Valenzuela voor Mexico | Interlands van Juan Carlos Valenzuela voor Mexico | Interlands van Juan Carlos Valenzuela voor Mexico | Interlands van Juan Carlos Valenzuela voor Mexico |
| №                                                 | Datum                                             | Wedstrijd                                         | Uitslag                                           | Competitie                                        | Goals                                             |                                                   |
| Als speler bij Estudiantes Tecos                  | Als speler bij Estudiantes Tecos                  | Als speler bij Estudiantes Tecos                  | Als speler bij Estudiantes Tecos                  | Als speler bij Estudiantes Tecos                  | Als speler bij Estudiantes Tecos                  | Als speler bij Estudiantes Tecos                  |
| ------------------------------------------------- | ------------------------------------------------- | ------------------------------------------------- | ------------------------------------------------- | ------------------------------------------------- | ------------------------------------------------- | ------------------------------------------------- |
| 1                                                 | 24 september 2008                                 | Mexico – Chili                                    | 0 – 1                                             | Vriendschappelijk                                 |                                                   |                                                   |
| Als speler bij Club América                       |                                                   |                                                   |                                                   |                                                   |                                                   |                                                   |
| 2                                                 | 28 januari 2009                                   | Mexico – Zweden                                   | 0 – 1                                             | Vriendschappelijk                                 |                                                   |                                                   |
| 3                                                 | 28 juni 2009                                      | Mexico – Guatemala                                | 0 – 0                                             | Vriendschappelijk                                 |                                                   |                                                   |
| 4                                                 | 23 juli 2009                                      | Costa Rica – Mexico                               | 1 – 1 (3 – 5 n.s.)                                | Gold Cup 2009                                     |                                                   |                                                   |
| 5                                                 | 26 juli 2009                                      | Verenigde Staten – Mexico                         | 0 – 5                                             | Gold Cup 2009                                     |                                                   |                                                   |
| 6                                                 | 17 maart 2010                                     | Mexico – Noord-Korea                              | 2 – 1                                             | Vriendschappelijk                                 |                                                   |                                                   |
| 7                                                 | 24 maart 2010                                     | Mexico – IJsland                                  | 0 – 0                                             | Vriendschappelijk                                 |                                                   |                                                   |
| 8                                                 | 7 mei 2010                                        | Mexico – Ecuador                                  | 0 – 0                                             | Vriendschappelijk                                 |                                                   |                                                   |
| 9                                                 | 10 mei 2010                                       | Mexico – Senegal                                  | 1 – 0                                             | Vriendschappelijk                                 |                                                   |                                                   |
| 10                                                | 7 juli 2013                                       | Mexico – Panama                                   | 1 – 2                                             | Gold Cup 2013                                     |                                                   |                                                   |
| 11                                                | 11 juli 2013                                      | Mexico – Canada                                   | 2 – 0                                             | Gold Cup 2013                                     |                                                   |                                                   |
| 12                                                | 14 juli 2013                                      | Martinique – Mexico                               | 1 – 3                                             | Gold Cup 2013                                     |                                                   |                                                   |
| 13                                                | 20 juli 2013                                      | Mexico – Trinidad en Tobago                       | 1 – 0                                             | Gold Cup 2013                                     |                                                   |                                                   |
| 14                                                | 24 juli 2013                                      | Panama – Mexico                                   | 2 – 1                                             | Gold Cup 2013                                     |                                                   |                                                   |
| 15                                                | 31 oktober 2013                                   | Mexico – Finland                                  | 4 – 2                                             | Vriendschappelijk                                 |                                                   |                                                   |
| 16                                                | 13 november 2013                                  | Mexico – Nieuw-Zeeland                            | 5 – 1                                             | WK 2014 kwalificatie                              |                                                   |                                                   |
| 17                                                | 20 november 2013                                  | Nieuw-Zeeland – Mexico                            | 2 – 4                                             | WK 2014 kwalificatie                              |                                                   |                                                   |
| 18                                                | 30 januari 2014                                   | Mexico – Zuid-Korea                               | 4 – 0                                             | Vriendschappelijk                                 |                                                   |                                                   |
| 19                                                | 2 april 2014                                      | Verenigde Staten – Mexico                         | 2 – 2                                             | Vriendschappelijk                                 |                                                   |                                                   |
| 20                                                | 31 mei 2015                                       | Mexico – Guatemala                                | 3 – 0                                             | Vriendschappelijk                                 |                                                   |                                                   |
| 21                                                | 3 juni 2015                                       | Peru – Mexico                                     | 1 – 1                                             | Vriendschappelijk                                 | 75'                                               |                                                   |
| 22                                                | 15 juni 2015                                      | Chili – Mexico                                    | 3 – 3                                             | Copa América 2015                                 |                                                   |                                                   |
| 23                                                | 19 juni 2015                                      | Mexico – Ecuador                                  | 1 – 2                                             | Copa América 2015                                 |                                                   |                                                   |